# Ісмаїл Гюзель
Ісмаїл Гюзель (тур. Ismail Güzel; нар. 14 квітня 1986, Конья) — турецький борець греко-римського стилю, бронзовий призер чемпіонату світу, переможець та бронзовий призер чемпіонатів Європи, бронзовий призер Кубку світу.

## Біографія
Боротьбою почав займатися з 1996 року. Був чемпіоном Європи серед юніорів 2005 року. Того ж року став срібним призером юніорського чемпіонату світу. 2006 одночасно виграв європейські першості і серед юніорів, і серед дорослих. Того ж року став чемпіоном світу серед юніорів, на дорослій же світовій першості — став третім. Виступав за клуб «Konya Seker Spor», Конья. Тренер — Ердоган Коцак.

## Спортивні результати на міжнародних змаганнях

### Виступи на Чемпіонатах світу
| Змагання                        | Збірна    | Вагова категорія                  | Місце  |
| ------------------------------- | --------- | --------------------------------- | ------ |
| Чемпіонат світу з боротьби 2006 | Туреччина | греко-римська боротьба, до 120 кг | Бронза |
| Чемпіонат світу з боротьби 2007 | Туреччина | греко-римська боротьба, до 120 кг | 21     |

### Виступи на Чемпіонатах Європи
| Змагання                         | Збірна    | Вагова категорія                  | Місце  |
| -------------------------------- | --------- | --------------------------------- | ------ |
| Чемпіонат Європи з боротьби 2006 | Туреччина | греко-римська боротьба, до 120 кг | Золото |
| Чемпіонат Європи з боротьби 2007 | Туреччина | греко-римська боротьба, до 120 кг | Бронза |

### Виступи на Кубках світу
| Змагання                    | Збірна    | Вагова категорія                  | Місце  |
| --------------------------- | --------- | --------------------------------- | ------ |
| Кубок світу з боротьби 2007 | Туреччина | греко-римська боротьба, до 120 кг | Бронза |

### Виступи на інших змаганнях
| Змагання                                        | Збірна    | Вагова категорія                  | Місце  |
| ----------------------------------------------- | --------- | --------------------------------- | ------ |
| Турнір Вехбі Емре 2010                          | Туреччина | греко-римська боротьба, до 120 кг | Срібло |
| Кубок Ядегара Імама 2010                        | Туреччина | греко-римська боротьба, до 120 кг | 15     |
| Середземноморський чемпіонат з боротьби 2010    | Туреччина | греко-римська боротьба, до 120 кг | Бронза |
| Кубок Ядегара Імама 2011                        | Туреччина | греко-римська боротьба, до 120 кг | 5      |
| Кубок Владислава Питласинські 2011              | Туреччина | греко-римська боротьба, до 120 кг | Золото |
| Вогні Москви 2011                               | Туреччина | греко-римська боротьба, до 120 кг | 4      |
| Золотий Гран-прі з боротьби 2012 (Стамбул)      | Туреччина | греко-римська боротьба, до 120 кг | 7      |
| Золотий Гран-прі з боротьби 2012 (Сомбатгей)    | Туреччина | греко-римська боротьба, до 120 кг | Срібло |
| Чемпіонат світу з боротьби серед студентів 2014 | Туреччина | греко-римська боротьба, до 130 кг | Срібло |

### Виступи на змаганнях молодших вікових груп
| Змагання                                       | Збірна    | Вагова категорія                  | Місце  |
| ---------------------------------------------- | --------- | --------------------------------- | ------ |
| Чемпіонат світу з боротьби серед юніорів 2005  | Туреччина | греко-римська боротьба, до 120 кг | Срібло |
| Чемпіонат Європи з боротьби серед юніорів 2005 | Туреччина | греко-римська боротьба, до 120 кг | Золото |
| Чемпіонат Європи з боротьби серед юніорів 2006 | Туреччина | греко-римська боротьба, до 120 кг | Золото |
| Чемпіонат світу з боротьби серед юніорів 2006  | Туреччина | греко-римська боротьба, до 120 кг | Золото |